# Bolbosoma scomberomori
Bolbosoma scomberomori är en hakmaskart som beskrevs av Wang 1980. Bolbosoma scomberomori ingår i släktet Bolbosoma och familjen Polymorphidae. Inga underarter finns listade i Catalogue of Life.